# Auscultação abdominal
Auscultação abdominal é uma técnica do exame físico utilizada pelos profissionais da saúde para identificar os ruídos abdominais ou ruídos hidroaéreos, geralmente utilizando-se um estetoscópio. A percussão como o uso dos dedos (de forma análoga ao que fazemos ao comprar frutas) pode ser usada de forma complementar.
São descritos os sinais acústicos, utilizando-se do estetoscópio, auscultando-se quadrantes do abdome, especialmente a área central, durante dois a três minutos, com a finalidade de identificar timbre, frequência e intensidade dos movimentos hidroaéreos, além de procurar identificar a existência de sopros.
Em condições patológicas, podem estar com intensidade aumentada, diminuída ou ausente. Os ruídos hidroaéreos podem assumir o tom metálico, nos casos de obstrução de intestino delgado.